# NGC 4979
NGC 4979 = IC 4198 ist eine 14,3 mag helle Balken-Spiralgalaxie vom Hubble-Typ SB mit aktivem Galaxienkern im Sternbild Haar der Berenike am Nordsternhimmel. Sie ist schätzungsweise 283 Millionen Lichtjahre von der Milchstraße entfernt und hat einen Durchmesser von etwa 85.000 Lichtjahren. Die Galaxie gilt als Mitglied des zum Coma-Galaxienhaufens.
Im selben Himmelsareal befinden sich u. a. die Galaxien IC 854 und IC 4202.
Das Objekt wurde zweimal entdeckt; zuerst am 10. April 1785 von Wilhelm Herschel mit einem 18,7-Zoll-Spiegelteleskop, der sie dabei mit „eF, pL, lE, verified with 240 power“ beschrieb (Beobachtung geführt als NGC 4979); danach am 20. Juni 1895 von Stéphane Javelle (geführt als IC 4198).